# Rock 'N Roll Soldiers
Rock 'N Roll Soldiers est un groupe de rock américain formé en 1997 et originaire de Eugene.

## Membres du groupe
- Marty Larson-Xu (Chant / Guitare)
- Oliver Brown (Batterie)
- Evan Sernoffsky (Basse)

## Discographie

### Albums
- So Many Musicians to Kill (RNRS Records/Beverly Martel, Juin 2006)
- Upcoming Album (RNRS Records, 2008)